# مرصد كومبتون لأشعة غاما
مرصد كومبتون لأشعة غاما في علم الفلك (بالإنجليزية: Compton Gamma Ray Observatory)‏
هو تلسكوب فضائي لقياس أشعة غاما الصادرة من بعض الأجرام السماوية. وهو ثاني مسبار فضائي في مشروع المراصد الكبيرة تطلقه ناسا إلى الفضاء بعد أطلاقها ل تلسكوب هابل الفضائي. وقد سمي المرصد مرصد كومبتون لأشعة غاما تخليدا لاسم العالم الفيزيائي آرثر كومبتون (من جامعة واشنطن في سان لويس)، والحائز على جائزة نوبل للفيزياء عام 1927 عن انجازاته في مجال فيزياء أشعة غاما.
وقد قامت شركة TRW (حاليا نورثروب غرومان لأنظمة غزو الفضاء) الموجودة في ريدوندو بيتش كاليفورنيا. وبعد مجهود استغرق 14 عاما أقلع المسبار على مكوك الفضاء أتلانتيس، خلال رحلة أتلانتيس رقم STS-37 يوم 5 أبريل عام 1991 وظل يعمل حتى أزيل من فلكه في 4 يونيو 2000.
وكان قد اختير له مدارا منخفضا نسبيا حول الأرض على ارتفاع 450 كيلومتر بغرض إبعاده عن حزام فان آلن الإشعاعي، وكان ذلك المسبار أكبر حمولة تستخدم للأغراض الفلكية - حيث بلغ وزنه 17 طن - ويطلق إلى الفضاء.
الثلاثة مراصد الأخرى في مشروع المراصد الكبيرة التي اطلقتها ناسا إلى الفضاء تلسكوب هابل الفضائي ومقراب سبيتزر الفضائي وتلسكوب شاندرا الفضائي للأشعة السينية.

## الأجهزة على متن المسبار

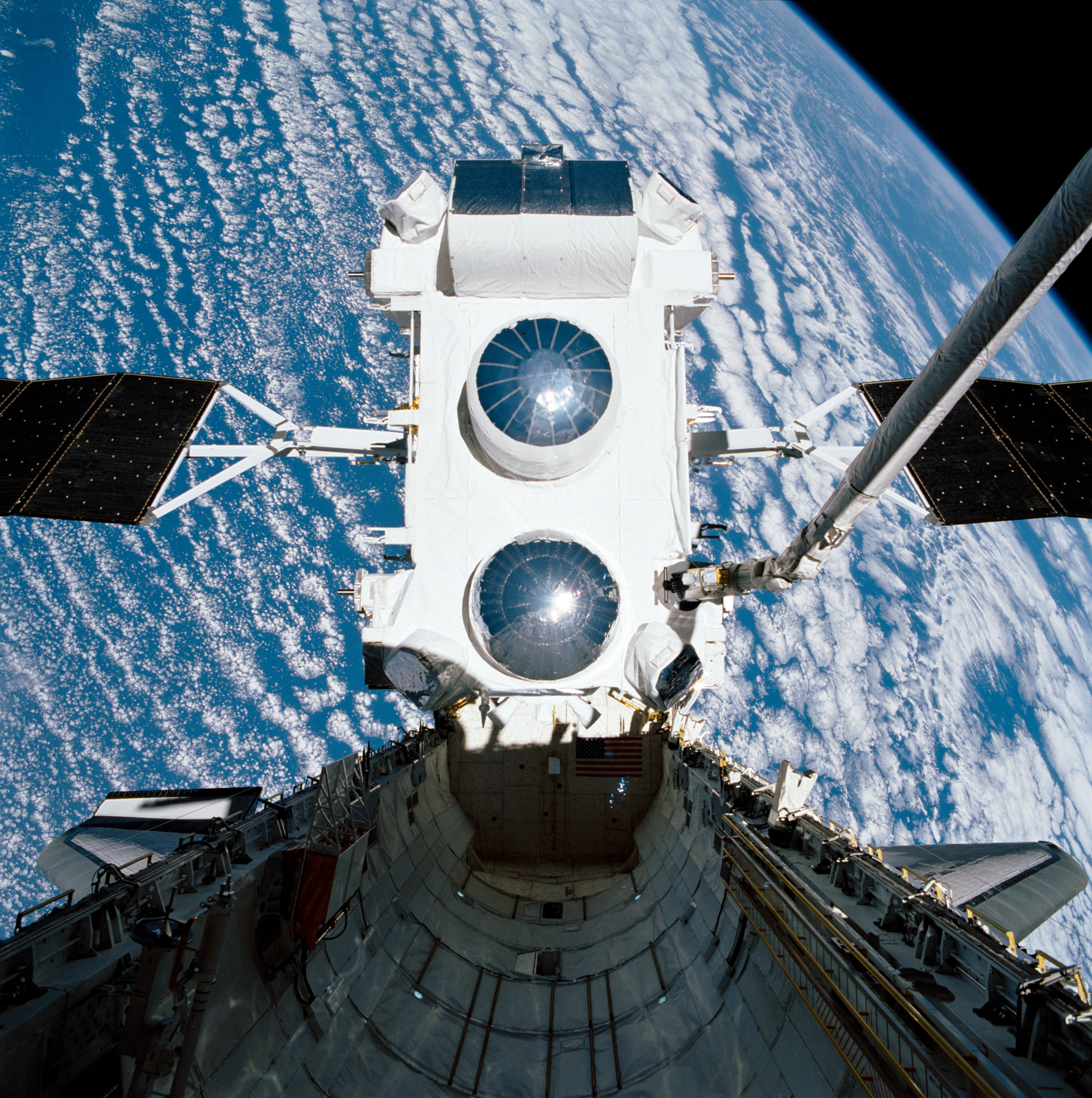
مرصد كومبتون لأشعة غاما أثناء توصيله إلى مداره حول الأرض.

تقيس أجهزة مرصد كومبتون لأشعة غاما الموجات الكهرومغناطيسية في النطاق بين 20 كيلو إلكترون فولت إلى 30 جيجا إلكترون فولت وهو يعتبر نطاق واسع لطيف الأشعة الكهرومغناطيسية. والأجهزة المزود بها المرصد الفضائي - من الأصغر إلى الأكبر من حيث قياسها طاقة الأشعة - هي حسب الترتيب الآتي:
- تجربة قياس انفجار مصر مؤقت Burst and Transient Source Experiment : وهي مصنوعة في مركز مارشال لغزو الفضاء التابع ل ناسا والجهاز يقيس في النطاق بين 20 - 600 كيلو إلكترون فولت ويبحث عن بريق لأشعة غاما. وهو مزود بثمانية عدادات على كل زاوية للمسبار وبذلك يستطيع رصد أي ناحية في السماء لا تختفي خلف الكرة الأرضية.
- تجربة مطياف وميضي مسدد Oriented Scintillation Spectrometer Experiment : وهو جهاز ابتكره معمل الأبحاث التابع للبحرية الأمريكية ويتكون من أربعة عدادات يتحرك كل منها على انفراد، وتقيس في النطاق بين 05و0 - 10 ميجا إلكترون فولت (مليون إلكترون فولت)، والجهاز منسق لقياس المصادر المتغيرة الإشعاع وتصوير الخلفية السماوية لها.
- تلسكوب كومبتون للتصوير Imaging Compton Telescope : وهذا التلسكوب من معهد ماكس بلانك لفيزياء الفضاء الألماني، والمعهد الهولندي لأبحاث الفضاء SRON في أوترخت والمنظمة الأوروبية للفضاء(إيسا) وجامعة نيوهامشير، والجهاز يقيس في النطاق بين 1 إلى 30 مليون إلكترون فولت ن ويركز على مجال زاوية اتساعها 1 ستراديان. وبواسطة استغلال تأثير كومبتون فأمكن تحديد مصادر أشعة غاما بدقة قدرها 5 - 30 دقيقة قوسية.
- تجربة تلسكوب يقيس اشعة غاما العالية الطاقة Energetic Gamma Ray Experiment Telescope :

هدا الجهاز ابتكره مركز جودارد لغزو الفضاء، ومعهد ماكس بلانك لفيزياء الفضاء وجامعة ستانفورد، كاليفورنيا، وهو عبارة عن غرفة شرارة تقيس في النطاق من 20 مليون إلكترون فولت إلى 30 مليار إلكترون فولت. ويمكنها تحديد مصدر أشعة غاما بدقة 1 درجة قوسية وكذلك قياس طاقة فوتونات أشعة غاما بدقة 15 %.

## النتائج
من النتائج الشهيرة التي حققها مسبار كومتون الفضائي الآتي:
- قام بإجراء أول مسح للسماء لقياس أشعة غاما ذات طاقة أعلى من 100 مليون إلكترون فولت. واستطاع رصد 271 من المصادر السماوية التي تصدر أشعة غاما.
- قام بمسح للسماء لتحديد أماكن إصدار الألمونيوم المشع (الألمونيوم-26).
- سجل نحو 2000 من قياسات انفجار أشعة غاما ، وتبين انتشارها المتساوي في السماء، وأن مصدرها ليست مجرتنا،مجرة درب التبانة وإنمنا تاتي أشعة غاما من مجرات بعيدة في أعماق الكون.
- قام بتصنيف انفجارات أشعة غاما في تصنيفين : قصير الأمد، وطويل المدة.
- اكتشاف بلازار وهي مصادر لأشعة غاما عالية الطاقة،
- اكتشاف أشعة غاما ضعيفة مصدرها الأرض وتظهر مع البرق.

## مراصد فضائية بعده

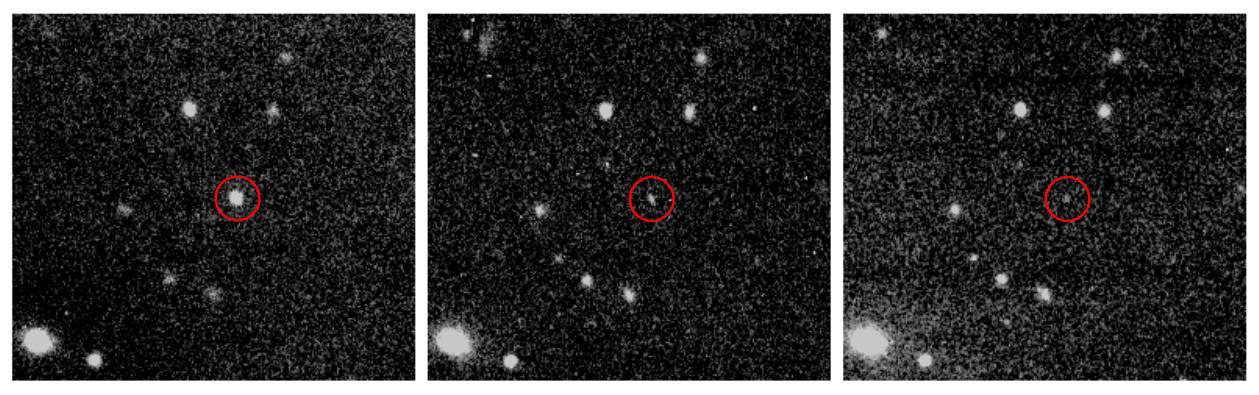
صور متعاقبة بالتلسكوب SOAR للوهيج المتعقب ل انفجار أشعة غاما 050904 للأشعة تحت الحمراء.

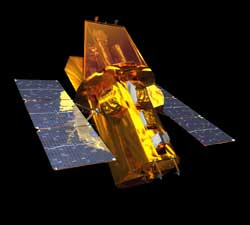
مرصد سويفت الفضائي يعمل حتى الآن.

كان اكتشاف حدوث انفجارات أشعة غاما في الكون مفاجأة للعلماء بحيث ان ظهر اهتمامهم بدراسة تلك الظاهرة، لذلك قاموا ببناء مرصدين فضائيين لرصد تلك الأحداث بذاتها وتتبع تطورها بدقة، منهما بيبوساكس الذي عمل من عام 2000 حتى عام 2002 ، و مرصد سويفت الفضائي الذي أطلق عام 2004 ولا زال يعمل حتى الآن (2010) . ويأمل العلماء في الحصول منهما على معلومات تفسر تكون النجوم الضخمة والمجرات الأولى التي نشأت بعد الانفجار العظيم بعدة مئات الملايين من السنين .

## اقرأ أيضا
- التلسكوب العظيم VLT
- مرصد مونا لوا
- مرصد مونا كيا
- مرصد سوبارو
- مرصد جيميني
- مرصد كيك
- مرصد هابل الفضائي
- استشعار عن بعد
- مسبار فضائي
- مقراب سبيتزر الفضائي
- قائمة انفجارات أشعة غاما
- نباض فيلا
- نباض التوأم